# Кобза Ігор Іванович
Кобза Ігор Іванович (4.07.1956, м. Норильськ Красноярського краю, Росія) — професор, завідувач кафедри шпитальної хірургії / хірургії № 2 (від 2000).
Закінчив медичний факультет Львівського медичного інституту (1979).
Працював: хірург (1979—1986), завідувач (від 1986) відділу хірургії судин Львівської обласної клінічної лікарні, за сумісництвом асистент (1991-92, 1998—2000), завідувач (від 2000) кафедри шпитальної хірургії/хірургії № 2 Львівського медичного університету.
Кандидат медичних наук (1986), доктор медичних наук (1998), доцент (2003), професор (2004).
Напрями наукових досліджень: критерії діагностики та хірургічної тактики при операціях на судинах, зокрема, спрямованих на реваскуляризації критично ішемізованих кінцівок у хворих з мульфокальними ураженнями артерій; хірургія критичної ішемії нижніх кінцівок та профілактика постреваскуляризаційних ускладнень; діагностика та хірургічне лікування хронічної ішемії мозку; повторні реконструктивні операції в хірургії магістральних судин; хірургія аневризм аорти; радикальна хірургія раку нирки з інтравенозним метастазуванням; хірургічне лікування інфекцій судинних протезів.
Автор близько 210 наукових і навчально-методичних праць, серед них монографія, авторське свідоцтво на винахід, 9 патентів України.
Підготував 4 кандидатів наук, 1 доктора наук.
Основні праці:
- Аорто-глубокобедренные реконструкции у пациентов пожилого возраста при тяжелой ишемии нижних конечностей (канд. дис.). Львів, 1986;
- Діагностика і лікування критичної ішемії при виразково-некротичних ураженнях ніг у хворих на цукровий діабет. Аста Med Leopol 1995, № 1 (співавт.);
- Реваскуляризація критично ішемізованих кінцівок у хворих з мультифокальними ураженнями артерій (монографія, докт. дис.). Львів, Мета, 1997;
- Своєчасне виявлення патології сонних артерій як профілактика ішемічних інсультів. Практ Мед 1998, № 5-6 (співавт.);
- Синдром екстравазальної компресії черевного стовбура: діагностика та лікування. Шпит Хірургія 1999, № 1 (співавт.);
- Спосіб лікування атеросклеротичного ураження сонної артерії та її гілок. Пат № 37975, 2001 р. (співавт.); *Еверсійна каротидна ендартеректомія. Укр Бальнеол Журн 2003, № 4 (співавт.).